# NGC 3663
NGC 3663 is een spiraalvormig sterrenstelsel in het sterrenbeeld Beker. Het hemelobject werd in 1880 ontdekt door de Britse astronoom Andrew Ainslie Common.

## Synoniemen
- MCG -2-29-23
- IRAS 11214-1200
- PGC 35006